# Diseño textil

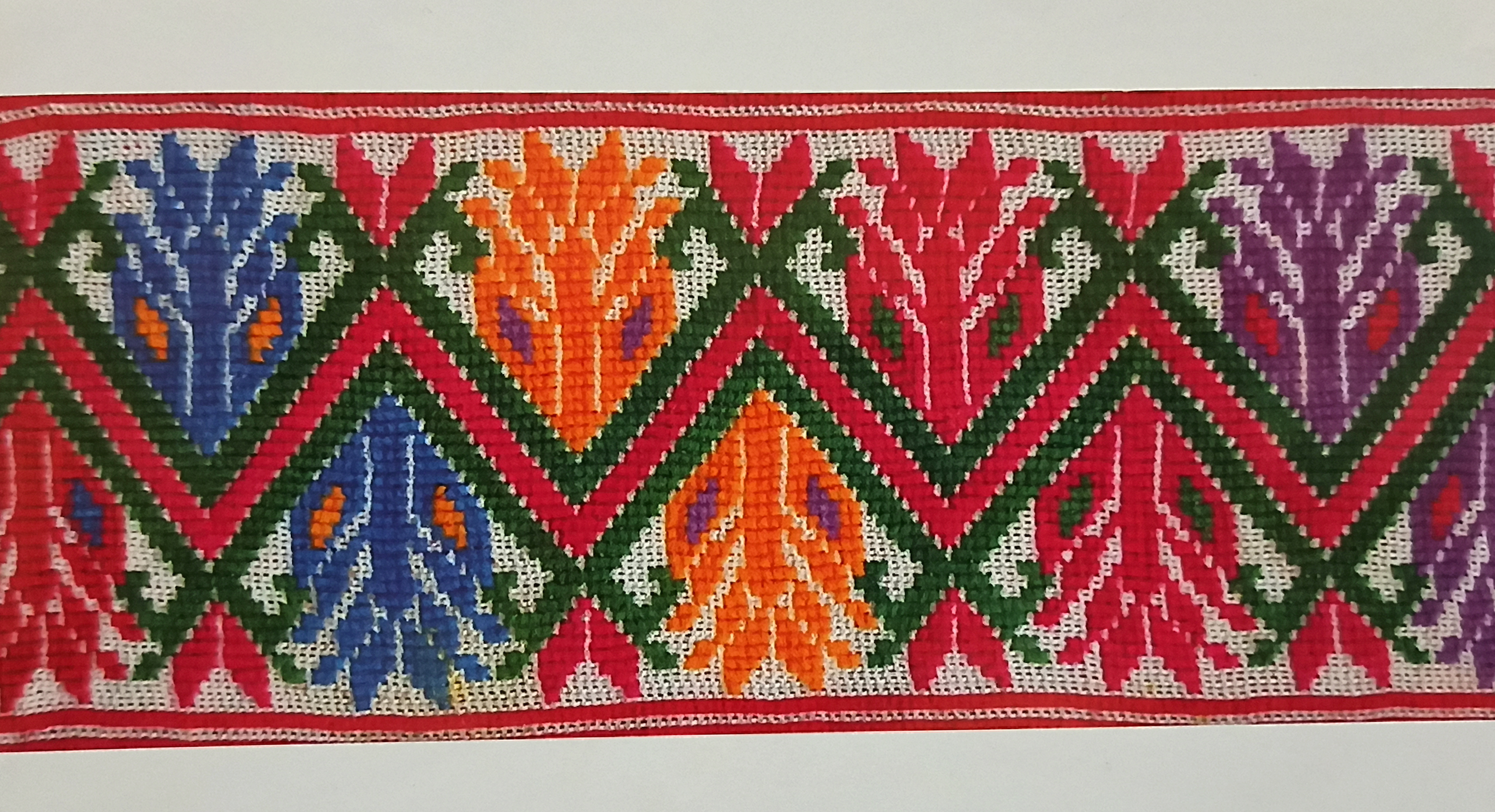
Diseño textil de flores con textura

El diseño textil es la disciplina involucrada en la elaboración de productos para la industria textil, tales como fibras, hilos y tejido textil con propiedades y características específicas, con el fin de satisfacer diversas necesidades humanas. Como la obtención de insumos para el desarrollo de otros productos en los campos de la confección y decoración. También tiene que ver con los textiles técnicos, área en la que se desarrollan telas especializadas para la medicina, arquitectura, ingeniería, deportes y en ropas, etc.

## Funciones de los diseñadores textiles
Las funciones de los diseñadores textile es crear diseños de estampados, tejidos y géneros de puntos, alfombras y revestimientos de paredes; por lo que el diseñador textil asume la responsabilidad social de crear la cultura relacionada con los productos textiles, entendida como la producción de objetos en tela que corresponden a las necesidades de su país.